# トレッタッハシュピッツェ
トレッタッハシュピッツェ（Trettachspitze）は、ドイツの標高2,595 mの山。ドロマイトで構成された頂上部は東西から見て非常に急な尖った外観をしており、アルゴイ・アルプスで最も有名な山のひとつである。
メーデレガーベル山（標高2,645 m）、ホックフロッツピッツェ（標高2,649 m）と共に、アルゴイ・アルプスの主要尾根を形成している。

## 登山の歴史
ヨッフム3兄弟（アーバン、アロイス、マティアス）が1855年に初登頂した。その時の兄弟の最年少は13歳であったが、一般的には、トレッタッハシュピッツェは熟達したクライマーが挑戦する岩山である。